# Woodbank
Woodbank är en by i civil parish Puddington, i distriktet Cheshire West and Chester, i Storbritannien. Den ligger i grevskapet Cheshire och riksdelen England, i den södra delen av landet, 270 km nordväst om huvudstaden London. Woodbank var en civil parish 1866–2015 när blev den en del av Puddington. Civil parish hade 62 invånare år 2001.